# Гончарка (Солонянский район)
Гончарка (укр. Гончарка) — село,
Солонянский поселковый совет,
Солонянский район,
Днепропетровская область,
Украина.
Код КОАТУУ — 1225055103. Население по переписи 2001 года составляло 256 человек .

## Географическое положение
Село Гончарка находится на расстоянии в 2 км от пгт Солёное.